# 北海道第三師範学校
北海道第三師範学校 （ほっかいどうだいさんしはんがっこう） は、1943年（昭和18年）に北海道に設置された官立の師範学校である。
本項では北海道旭川師範学校などの前身諸校を含めて記述する。

## 概要
- 1923年（大正12年）に創設された「北海道旭川師範学校」を前身とする。
- 1943年（昭和18年）に官立（国立）への移管により、「北海道第三師範学校」[1]となった。
- 戦後の1949年（昭和24年）学制改革で新制北海道学芸大学 学芸学部 （現・北海道教育大学 教育学部） の母体の一つとなった。

## 沿革

### 道立期（1923年 - 1943年）
- 1924年（大正13年）4月22日 - 旭川市近文2249番地に「北海道旭川師範学校」が創設される。
- 1926年（大正15年）4月 - 北門尋常高等小学校を代用附属小学校とする。
- 1932年（昭和7年）10月 - 北門尋常高等小学校を旭川師範学校附属小学校とする。
- 1933年（昭和8年）4月1日 - 神居尋常高等小学校（現・旭川市立神居小学校）を代用附属小学校とする。
- 1936年（昭和11年）9月26日 - 昭和天皇が行幸[2]。
- 1938年（昭和13年）4月1日 - 近文第一尋常高等小学校（現・旭川市立近文第一小学校）を代用附属小学校とする。
- 1941年（昭和16年）
  - 1月 - 生活図画事件が発生。美術教員の熊田満佐吾や生徒らが治安維持法違反の容疑で検挙される。
  - 4月1日 - 国民学校令により、附属小学校を附属国民学校とする。
- 1943年（昭和18年）3月31日 - 神居国民学校および近文第一国民学校の附属国民学校代用を解消。

### 官立期（1943年 - 1951年）
- 1943年（昭和18年）4月 - 師範教育令が改正される。
  - 官立（国立）移管により「北海道第三師範学校」（男子部のみ）となる。本科3年・予科2年の専門学校となる。
- 1944年（昭和19年）8月 - 学徒勤労令の公布により、学校報国隊が組織され、勤労動員が行われる。
- 1945年（昭和20年）8月 - 敗戦で戦争が終結。
- 1947年（昭和22年）4月 - 学制改革（六・三制の実施）が行われる。
  - 附属国民学校初等科を改組し、附属小学校とする。（北海道第三師範学校附属小学校）
  - 附属国民学校高等科を改組し、附属中学校（新制中学校）とする。（北海道第三師範学校附属中学校）
- 1949年（昭和24年）
  - 5月31日  - 新制大学「北海道学芸大学」が発足し、学芸学部の母体として包括され「北海道学芸大学北海道第三師範学校」となる。
    - 師範学校の生徒募集を停止し、この時の入学生から北海道学芸大学 学芸学部所属となる。
    - 師範学校時代の入学生が卒業するまで師範学校は存続されることとなる。
    - 北海道学芸大学旭川分校が併設される。
- 1951年（昭和26年）3月31日 - 最後の卒業生を送り出し、北海道第三師範学校が廃止される。

## 歴代校長
北海道旭川師範学校
- 初代 - 山下直平
- 第2代 - 小野貞助
- 第3代 - 福富正吉
- 第4代 - 池田晋吾
- 第5代 - 中村友平

北海道第三師範学校
- 黒金厚美 : 1943年4月1日[3] -
- 渡辺広実 : 1946年4月　-

## 同窓会
「六稜会」と称しており、北海道旭川師範学校、北海道第三師範学校、北海道学芸大学旭川分校、北海道教育大学旭川分校、同大学旭川校、同大学大学院（旭川）出身者を会員としている。